# Decibel (Magazin)
Decibel ist der Titel einer seit Oktober 2004 monatlich erscheinenden amerikanischen Musikzeitschrift. Der Schwerpunkt liegt auf Themen aus den Bereichen Extreme Metal und Grindcore. Chefredakteur ist Albert Mudrian, der Autor von Choosing Death: Die unglaubliche Geschichte von Death Metal & Grindcore.

## Geschichte
Albert Mudrian, Redakteur bei Red Flag Media, Philadelphia, schrieb mit dem Buch Choosing Death: Die unglaubliche Geschichte von Death Metal & Grindcore einen viel beachteten geschichtlichen Abriss über die Musikgenres Death Metal und Grindcore. Der kommerzielle Erfolg des Buches veranlasste Alex Mulcahy, Inhaber von Red Flag Media, die erste landesweit in den USA erscheinende Zeitschrift für extremen Metal zu gründen; Decibel erschien erstmals im Oktober 2004. Mudrian ist seitdem Chefredakteur der Zeitschrift.
Seit der ersten Ausgabe enthält das Magazin eine Rubrik Hall of Fame, in der Hintergrundberichte zu Musikalben präsentiert werden, die nach Meinung der Redaktion zu den Meilensteinen des extremen Metal zählen. Aus dieser Rubrik wurde das Buch Precious Metal: Decibel Presents the Stories Behind 25 Extreme Metal Masterpieces zusammengestellt, das 2009 bei Da Capo Press erschien. Seit Januar 2011 liegt der Zeitschrift in der Ausgabe für die Abonnenten eine Flexidisc bei, die exklusives Material wie Coverversionen, Demoaufnahmen und bislang unveröffentlichte Lieder von Künstlern und Gruppen enthält, über die das Decibel bisher berichtet hatte. Diese Singles sind zusätzlich auch bei ausgewählten Plattenläden, sowie im Onlineshop des Magazins erhältlich. Bisher erschienen in dieser Reihe unter anderem Veröffentlichungen von Enslaved,  Napalm Death, The Black Dahlia Murder. und Kreator.